# Засоби гасіння пожеж

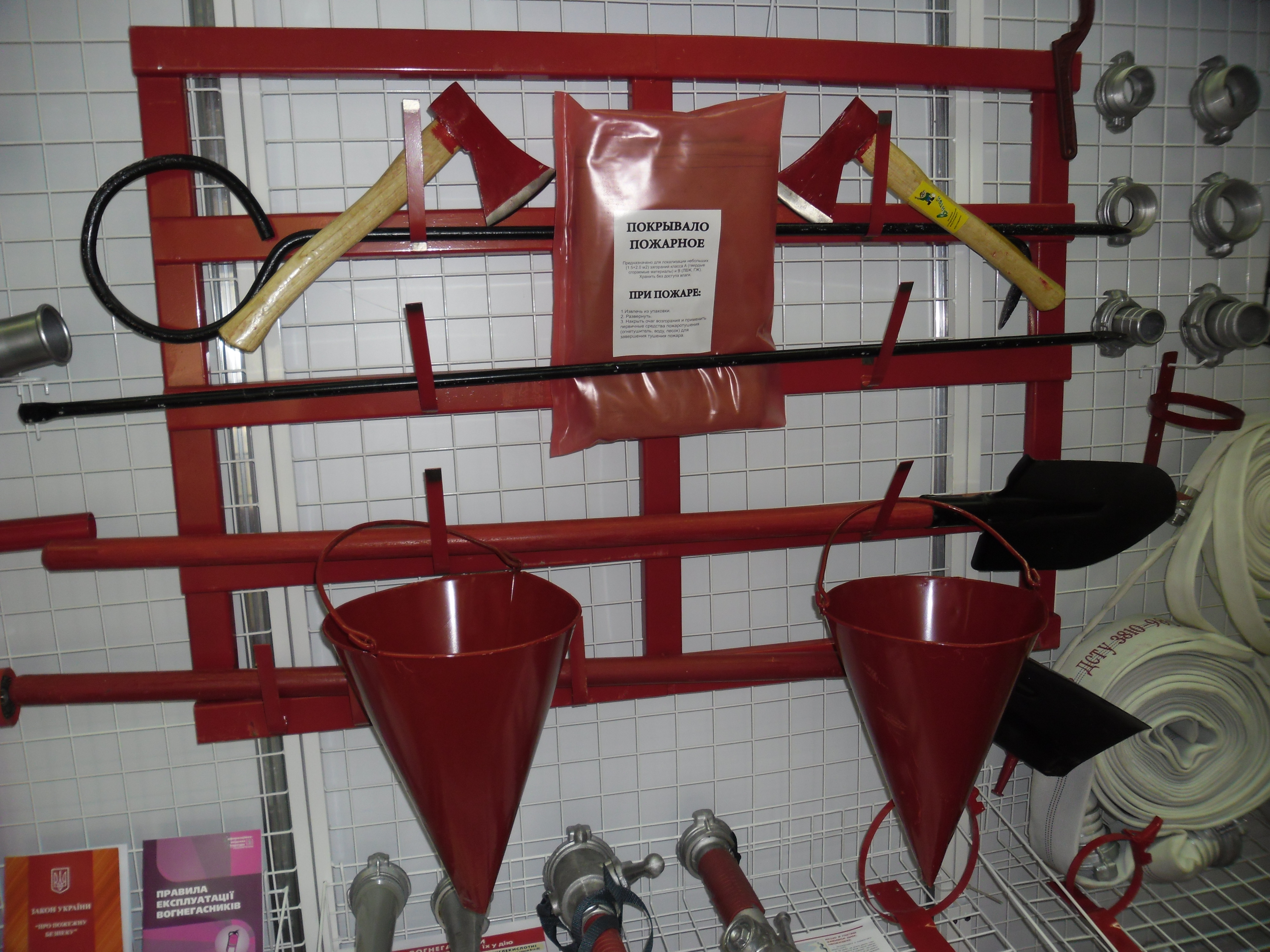
Щит пожежний

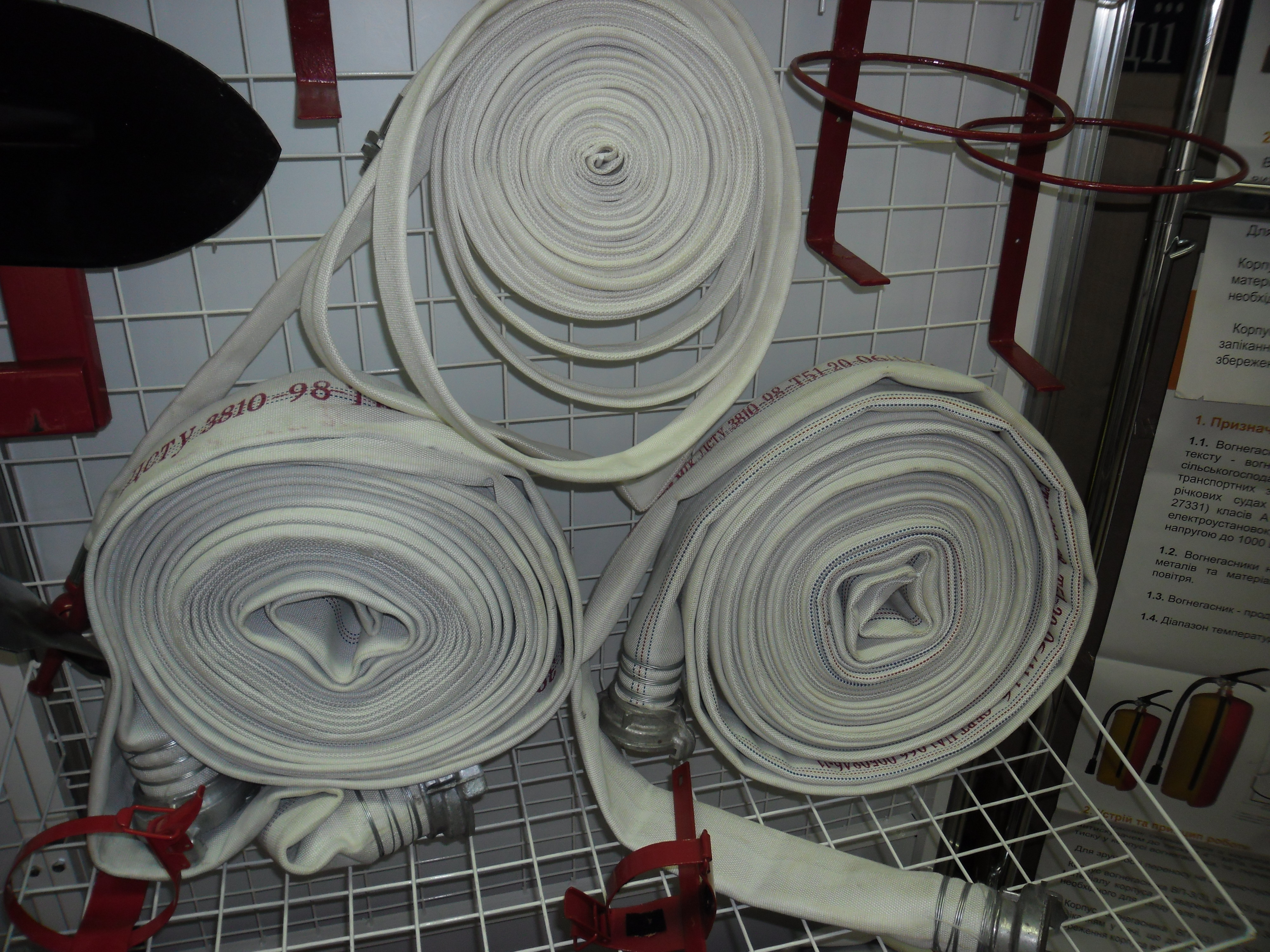
Пожежний рукав

За́соби гасі́ння поже́ж (рос. средства тушения пожаров, англ. fire-fighting equipment, нім. Brandbekämpfungsmittel n) — комплект обладнання, до якого входять поршневі та центрифугові водяні насоси, гідромонітори, пристрої для підіймання пожежників на певну висоту (висувні драбини тощо), пристрої для використання промислового (наприклад, шахтного, заводського тощо) водопроводу, повітряно-пінні вогнегасники, повітряно-пінні стволи (піногенератори), газобалонні батареї, що є на оснащенні протипожежних частин, гірничорятувальних частин і використовуються для гасіння рудникових пожеж.